# John Bintliff
John Bintliff (* 1949 in London) ist ein britischer Klassischer Archäologe.

## Leben
Geboren in London studierte Bintliff Archäologie und Anthropologie an der Cambridge University, wo er 1977 seinen Ph.D. über History and Prehistory of human settlement in Greece erlangte. Er arbeitete zunächst als Lecturer, dann als Senior Lecturer im Fach Archäologie an der Bradford University, wo er ab 1977 lehrte. Schließlich wechselte er 1990 an die Durham University als Reader in Archäologie, wo er bis zu seiner Berufung nach Leiden im Jahr 1999 lehrte. 
1988 wurde er Fellow of the Society of Antiquaries. Seit 1978 war er Co-director, zusammen mit Anthony Snodgrass von der Cambridge University, des Boeotia Project. Neben der Archäologie von der Urgeschichte bis zum Mittelalter befasst sich Bintliff mit der Theorie seines Faches.

## Werke (Auswahl)
- New approaches to human geography. Prehistoric Greece: a case study, in: Francis W. Carter (Hrsg.): An Historical Geography of the Balkans, London 1977, S. 59–114.
- European Social Evolution. Archaeological Perspectives, University of Bradford, Bradford 1984.
- Troja und seine Palaeolandschaften, in: Eckart Olshausen, Holger Sonnabend (Hrsg.): Stuttgarter Kolloquium zur Historischen Geographie des Altertums 2, 1984 und 3, 1987, S. 83–131.
- Companion to Archaeology, Wiley and Sons, 2004. (Digitalisat)
- History and Archaeology: An uneasy relationship, in: Tijdschrift voor Geschiedenis 119 (2006) 6–15.
- mit Mark Pearce (Hrsg.): The Death of Archaeological Theory? Oxbow Books, Oxford 2011.
- The Complete Archaeology of Greece. From Hunter-Gatherers to the 20th Century A.D., Chichester 2012.